# Deutscher Olympischer Ausschuß
Ne doit pas être confondu avec Deutscher Olympischer Sportbund.
Le Deutscher Olympischer Ausschuß, abrégé en DOA, pouvant être traduit littéralement en Commission olympique allemande, est le comité national olympique allemand à partir de 1926 jusqu’à la fin de la Seconde Guerre mondiale.

## Histoire
Depuis le 25 janvier 1917, le sport allemand était organisé autour du Deutscher Reichsausschuß für Leibesübungen (DRAfL), la Commission impériale allemande pour l’éducation physique, qui avait succédé au Deutscher Reichsausschuß für Olympische Spiele (DRAfOS). En raison de l’issue de la Première Guerre mondiale, l’Allemagne avait été écartée des jeux olympiques d’été de 1920 et de 1924 par le Comité international olympique (CIO) ; pour les mêmes raisons, elle avait également été exclue des premiers jeux olympiques d’hiver (en 1924).
À leur 23e session, en juin et juillet 1924, à Paris, les membres du CIO ont discuté de l’éventuelle admission de membres allemands en son sein, sans pour autant réussir à accepter officiellement cette idée. Néanmoins, dans le courant du mois de juillet, le baron de Coubertin, au nom du Comité international olympique, invite à titre privé les Allemands Theodor Lewald et le Dr Oskar Ruperti au congrès olympique de Prague prévu en 1925, et délivre une invitation pour les futurs jeux olympiques de 1928.
Dès lors, au DRAfL, des voix se font entendre pour créer un nouveau corps olympique distinct de l’organisme, écartant ainsi le comité exécutif du Deutscher Reichsausschuß. Ainsi, le 27 février 1926, pour favoriser la réintégration du Reich allemand dans la famille olympique, le DRAfL procéda à sa propre scission pour former une nouvelle commission olympique séparée, appelée Deutscher Olympischer Ausschuß (DOA).
Tandis que l’organisation-mère, le Deutscher Reichsausschuß für Leibesübungen, a été dissoute le 10 mai 1933 par le régime nazi, le DOA a continué son existence propre jusqu’en 1946, alors que les national-socialistes s’octroyaient souvent une mainmise sur les associations sportives allemandes. Cependant, le DOA a été tenu par une sorte d’ « union personnelle » avec le Nationalsozialistischer Reichsbund für Leibesübungen (NSRL) : le haut-commissaire du Reich aux Sports, Hans von Tschammer und Osten, responsable du NSRL, a présidé aussi à partir du 21 juin 1933 la Commission olympique allemande (DOA). Ce dernier a occupé ces fonctions jusqu’en 1943 ; il est suivi par Arno Breitmeyer (de 1943 à 1944), puis par le Dr Karl Ritter von Halt (de 1944 à 1945).
Une fois la capitulation allemande actée et l’occupation consécutive du territoire par les forces des Alliés, l’organisation sportive de l’Allemagne est réinterprétée par les vainqueurs : le Deutscher Olympischer Ausschuß est dissout le 10 octobre 1945, par une décision du Conseil de contrôle allié.
Le 7 juin 1947, un nouveau Deutscher Olympischer Ausschuß provisoire est fondé à Francfort-sur-le-Main, à l’occasion de la 2e conférence allemande des sports ; la présidence de l’organisation revient au duc Adolphe-Frédéric de Mecklembourg-Schwerin, membre du CIO. Pourtant, le DOA provisoire n’est pas accepté par les autorités olympiques parce que celui-ci ne représente par un gouvernement reconnu par la communauté internationale (les deux Allemagne sont fondées en 1949). 
Ainsi, le 24 septembre 1949, une fois la république fédérale d’Allemagne fondée et les autorités fédérales élues, la Nationales Olympisches Komitee für Deutschland (en français, « Comité national olympique pour l’Allemagne » ; abrégé en NOK) est fondée à Bonn à l’instigation du duc Adolphe-Frédéric, qui en devient le premier président. De l’autre côté allemand, le successeur du DOA est la Nationales Olympisches Komitee für Ostdeutschland (le Comité national olympique pour l’Allemagne-de-l’Est), fondée le 22 avril 1951 à Berlin-Est, en République démocratique allemande, mais reconnue qu’en octobre 1965.

## Webographie
- (en) Working Group of the Karl Diem Archive, « Foundation dates of the German Olympic Comittee », Journal of Olympic History, Oosterwolde, The Netherlands, International Society of Olympic Historians,‎ 7 janvier 2011, p. 4 à 17 (ISSN 1085-5165, lire en ligne)